# Robert Corbin
Robert Herman Orlando Corbin – gujański polityk, przewodniczący Ludowego Kongresu Narodowego (PNC, People's National Congress) i lider opozycji od 2003 do 2012.

## Życiorys
Robert Corbin urodził się w Linden. W młodości pracował w sekcji młodzieżowej kościoła prezbiteriańskiego. Zdobył dyplom z pracy socjalnej oraz licencjat z prawa na Uniwersytecie Gujany w Georgetown oraz na Hugh Wooding Law School. 
W latach 1966–1977 był pracownikiem socjalnym na obszarach wiejskich. W tym czasie wstąpił do organizacji młodzieżowej PNC, Ruchu Młodych Socjalistów. Następnie wszedł w skład Komitetu Centralnego Ludowego Kongresu Narodowego. 
W sierpniu 1973 dostał się po raz pierwszy do Zgromadzenia Narodowego. Zasiadał w nim przez 23 lata, do października 1997. Zajmował liczne stanowiska w strukturach partii oraz w rządzie. Był wiceprzewodniczącym oraz sekretarzem generalnym PNC. Zajmował stanowisko ministra współpracy i mobilizacji narodowej, ministra sportu i młodzieży, ministra rozwoju narodowego i regionalnego, ministra rządu lokalnego, ministra rolnictwa i leśnictwa oraz ministra robót publicznych, komunikacji i usług komunalnych. W latach 1985–1992 pełnił funkcję wicepremiera Gujany. W sierpniu 2000 został wybrany przewodniczącym PNC. 1 lutego 2003, po śmierci lidera partii Desmonda Hoyte, został wybrany nowym liderem PNC. 2 maja 2003 został mianowany liderem opozycji parlamentarnej. Po porażce Ludowego Kongresu Narodowego w wyborach parlamentarnych w sierpniu 2006, Corbin zachował stanowisko lidera PNC i lidera opozycji2012 Corbin został zastąpiony na stanowisku lidera partii przez Arthura Grangera..
Robert Corbin jest żonaty, ma pięcioro dzieci oraz brata piosenkarza i aktora Sol Raye.